# الفروش (عبس)

تعديل مصدري - تعديل

الفروش هي إحدى قرى عزلة مطولة بمديرية عبس التابعة لمحافظة حجة، بلغ تعداد سكانها 184 نسمة حسب تعداد اليمن لعام 2004.